# Шульц, Фердинанд
Фердинанд Шульц (нем. Ferdinand Schulz; 21 октября 1821, Коссар, ныне Косеж, гмина Домбе, Любушское воеводство, Польша — 27 мая 1897, Берлин) — немецкий органист, композитор и хоровой дирижёр.

## Биография
Окончил Королевский Берлинский институт церковной музыки, учился у Рудольфа Килички, Августа Вильгельма Баха и Эдуарда Греля, занимался также композицией и теорией под руководством Зигфрида Дена.
В 1843 г., с реорганизацией берлинского Королевского хора мальчиков, поступил в него педагогом и дирижёром. С 1856 г. дирижёр хора Общества Святой Цецилии. С 1858 г. музыкальный руководитель церкви Святого Марка (разрушена в 1945 г.), затем — церкви Святой Софии.
Автор многочисленной хоровой музыки, среди которой выделяется «Псалом 68» для двойного хора, а также вокальных и фортепианных произведений.